# Wat Intharawihan

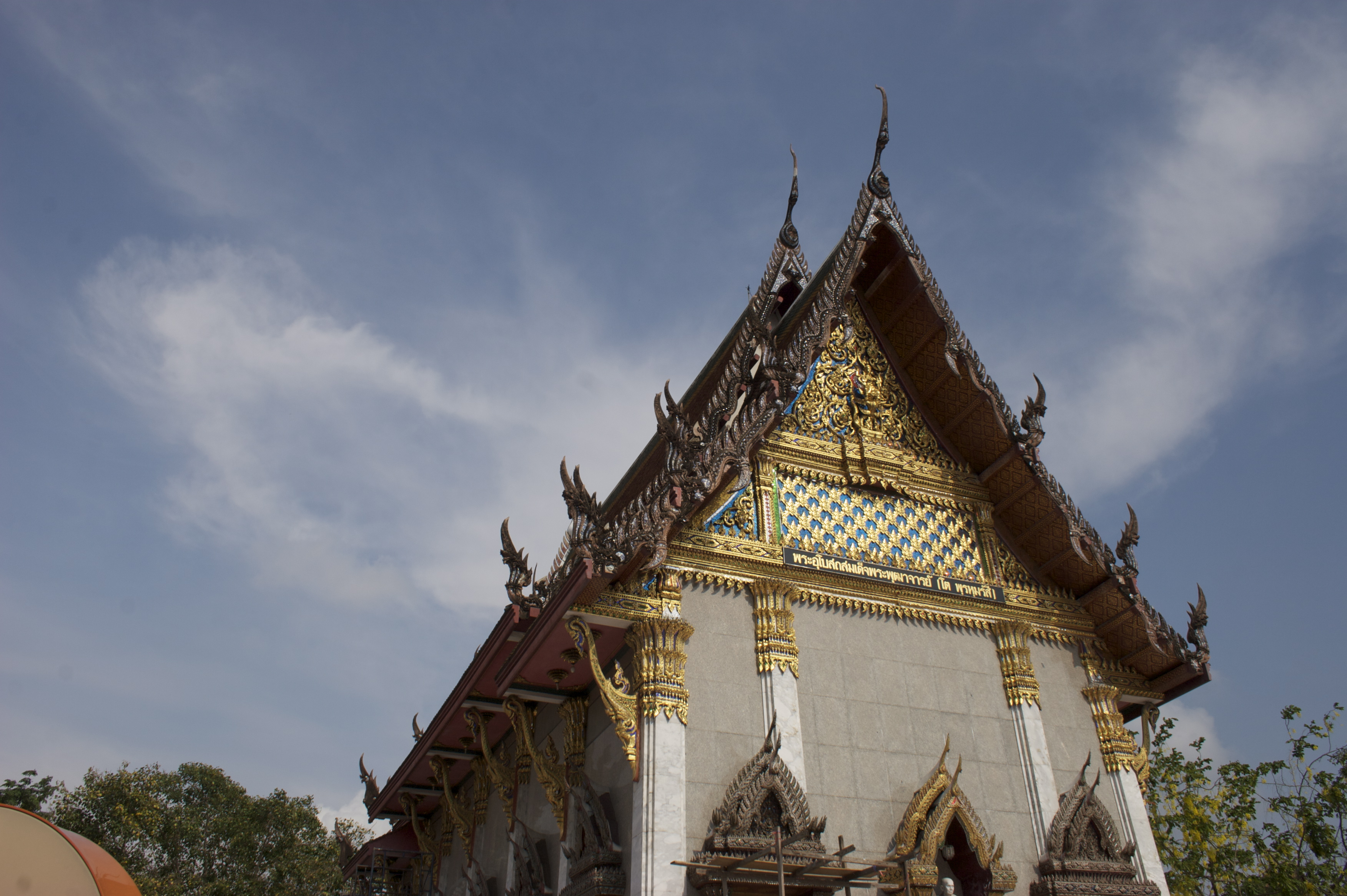
Wat Intharawihan, een van de gebouwen

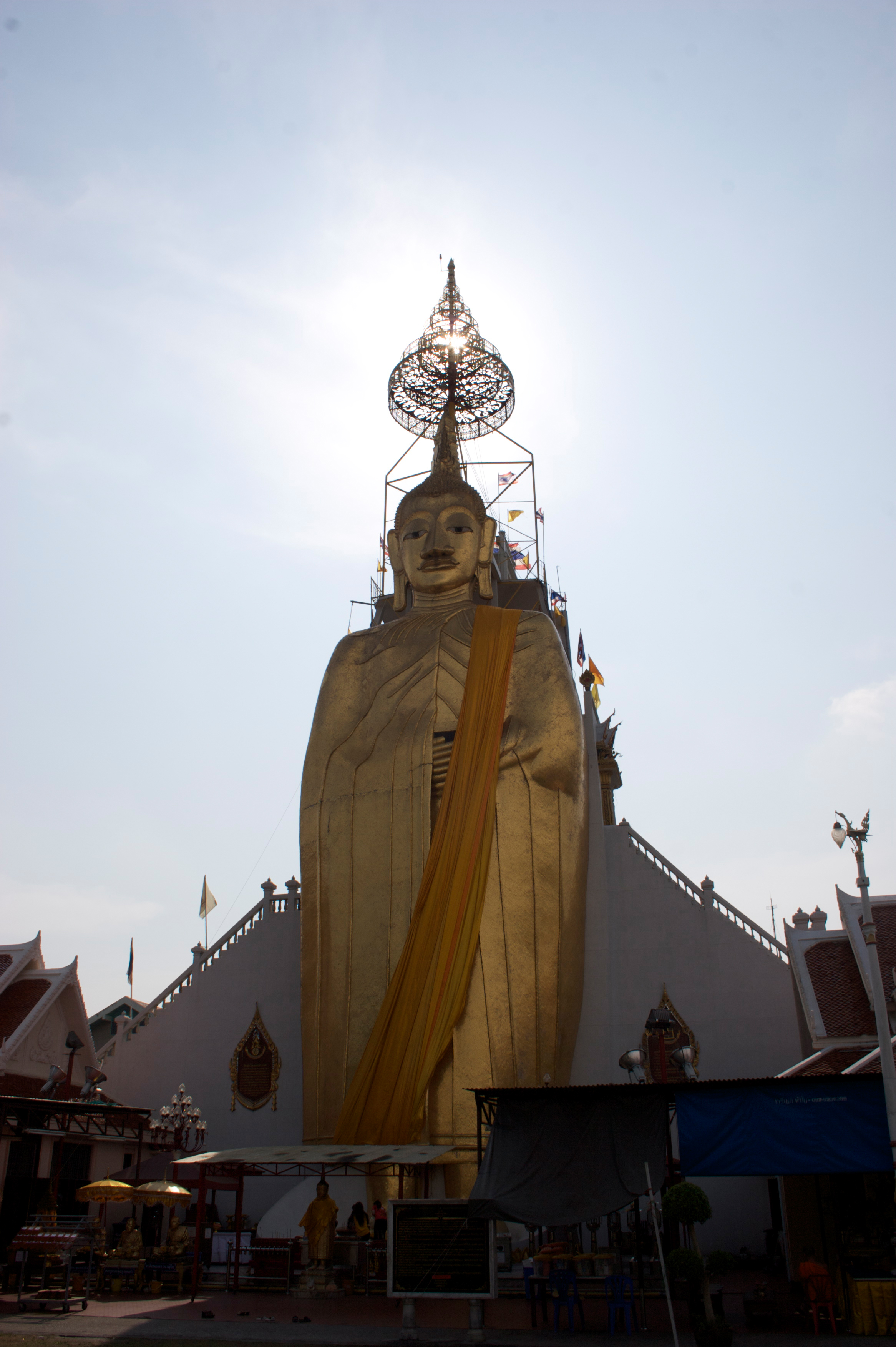
De staande Boeddha

Wat Intharawihan (Thai: วัดอินทรวิหาร) is een belangrijke boeddhistische tempel (wat) in Dusit, Bangkok, Thailand. De tempel werd gebouwd in de beginperiode van het Koninkrijk Ayutthaya en heette oorspronkelijk Wat Rai Phrik.
Wat Intharawihan is gebouwd rond 1867.

## Boeddhabeeld
De kern van de tempel is een Boeddha-beeld van 32 meter hoog en 10 meter breed. Het duurde meer dan 60 jaar om het beeld te voltooien. Dit beeld is gedecoreerd met glasmozaïek en 24-karaats goud. De paardenstaart van het beeld bevat een relikwie van Gautama Boeddha, afkomstig uit Sri Lanka. 

## Galerij

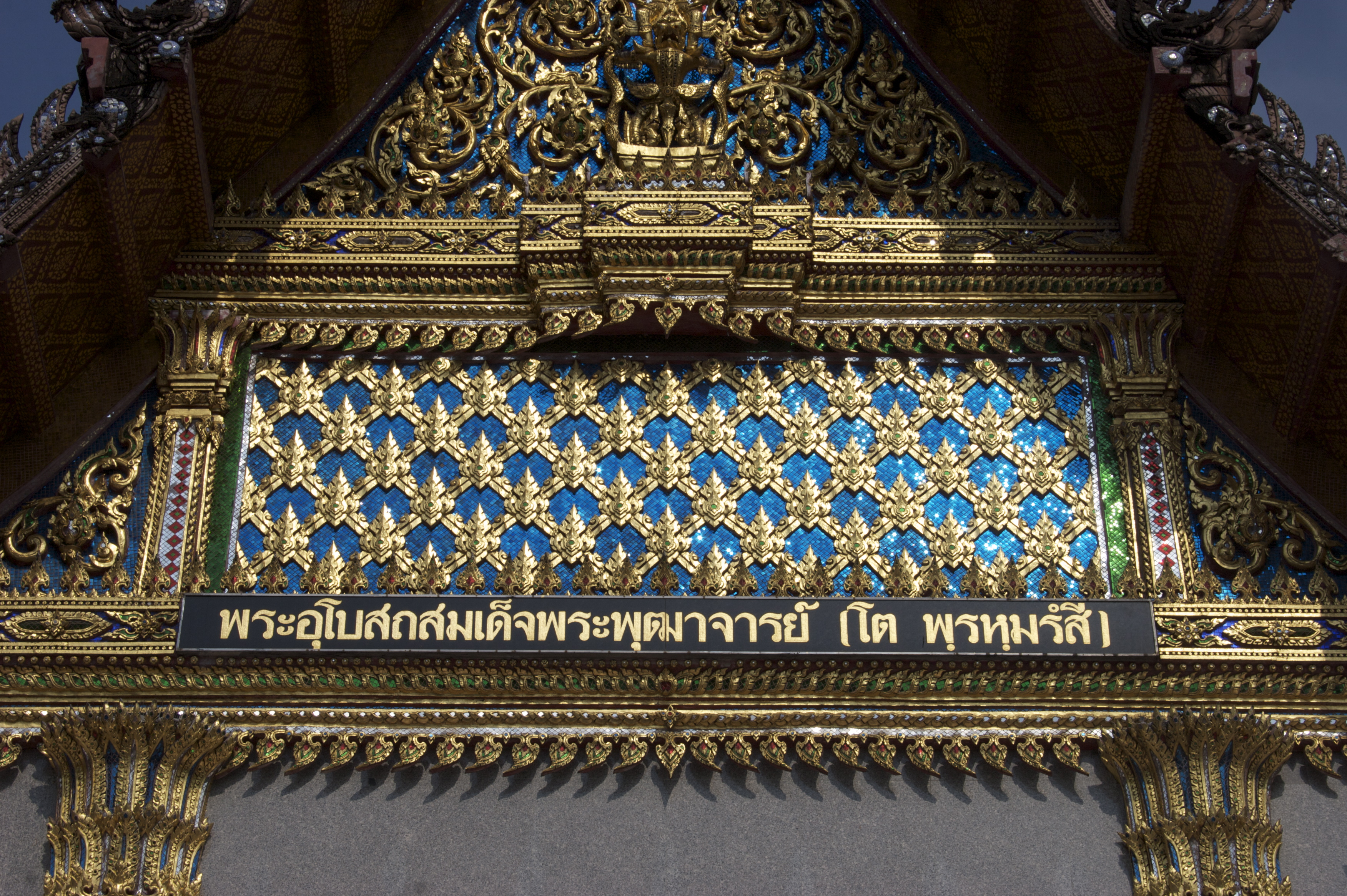
Detail van de voorkant van het dak
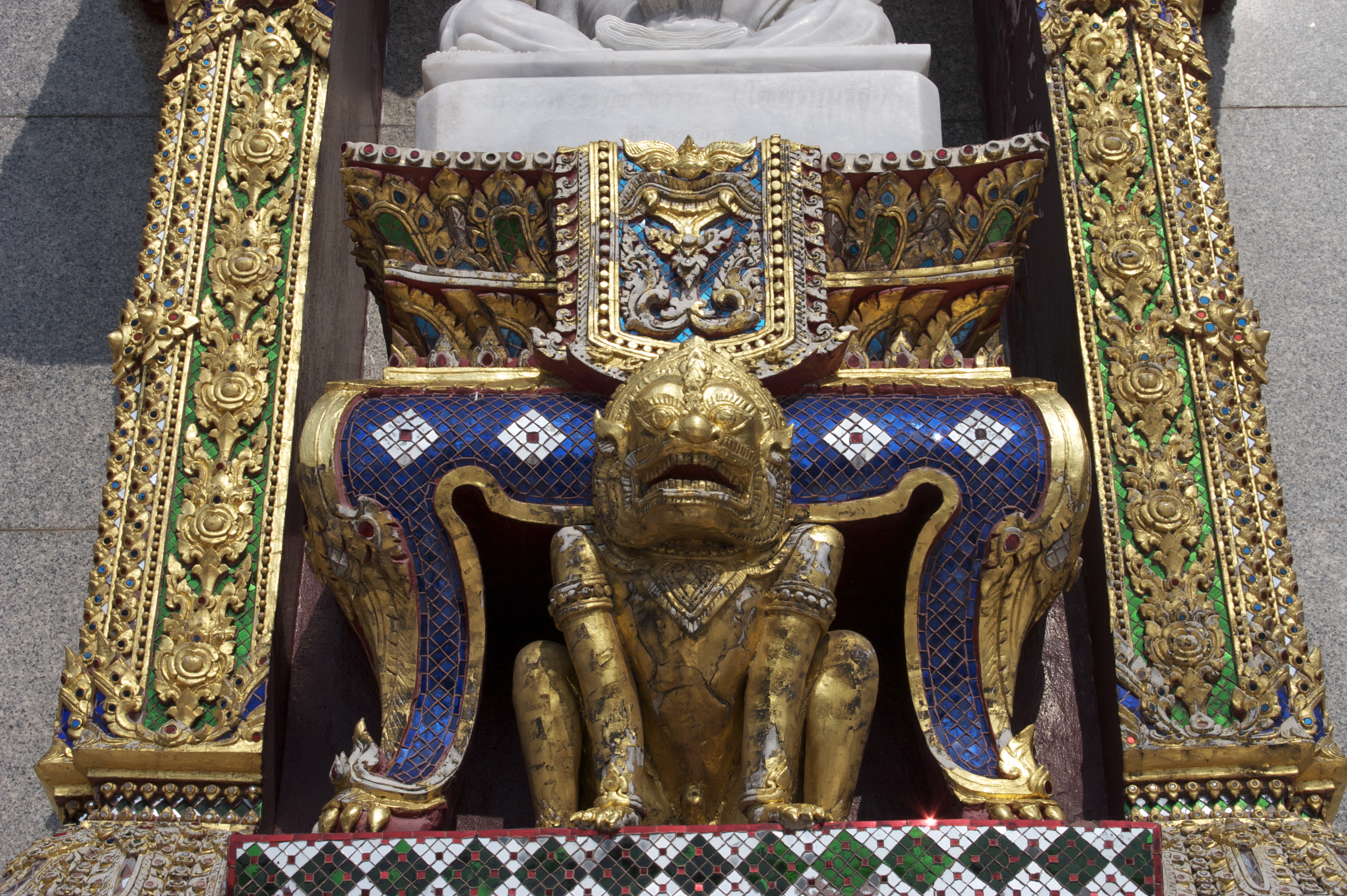
Een ornamenteel standbeeld
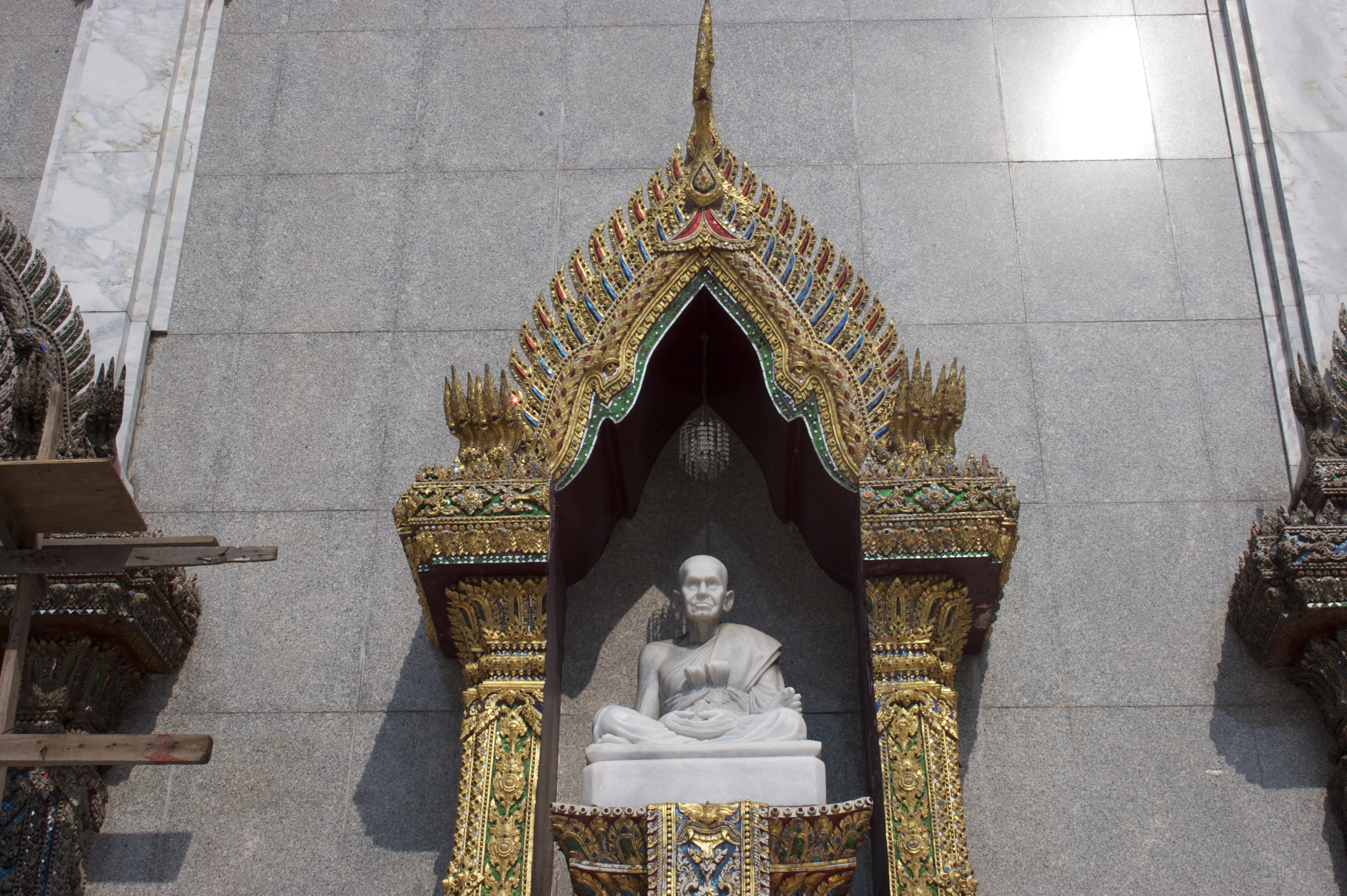
Luang Pho To of Luang Phaw Toh
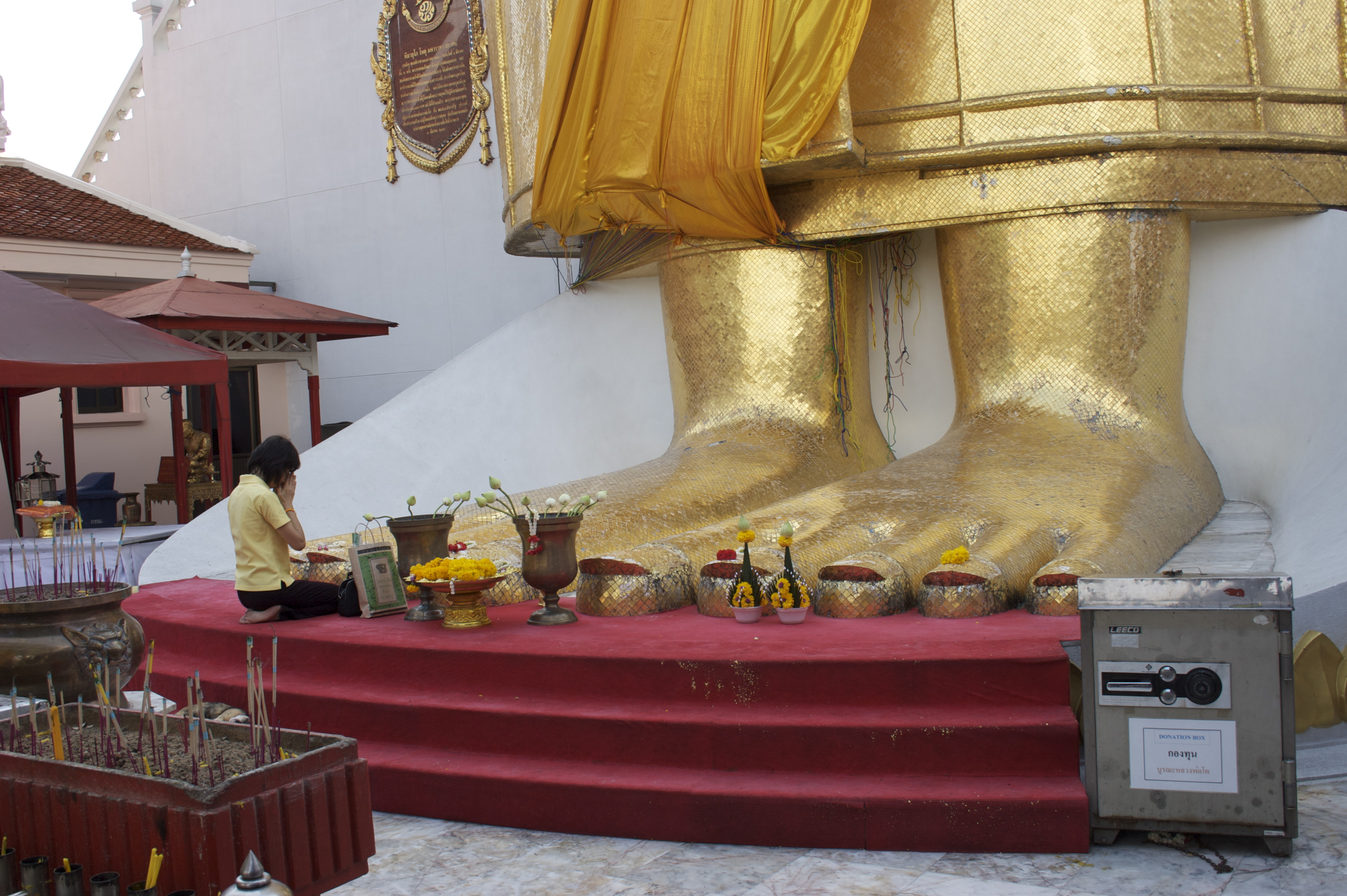
Een vrouw biddend aan de voeten van de Boeddha